# جيجي جالي
جيجي جالي (بالإيطالية: Gianluigi Galli)‏ مواليد 13 يناير 1973، هو سائق راليات إيطالي بدأ مسيرته في سنة 1998. كان أول رالي له هو رالي سانريمو 1998. تنافس في بطولة العالم للراليات. نافس في بطولة رالي كروس العالمية. صعد على المنصة مرتان خلال مسيرته.

## فرق مثلها
- ميتسوبيشي

## روابط خارجية
- جيجي جالي على موقع eWRC-results.com (الإنجليزية)